# CARE International
CARE International (CARE — акроним от англ. Cooperative for Assistance and Relief Everywhere, буквально «кооператив для содействия и помощи всюду» — игра слов, англ. care переводится как «уход, забота, оказание помощи») — крупная международная независимая неправительственная гуманитарная организация предоставления широкого спектра помощи, основанная в 1945 году, и осуществляющая долгосрочные международные проекты в области развития. 
Это одна из крупнейших и старейших организаций по оказанию гуманитарной помощи, ориентированных на борьбу с глобальной бедностью. Только в 2012 году, согласно годовому отчёту, были реализованы 142 программы в 50 странах мира, которые помогли более чем 913 000 малоимущих отстаивать и защитить свои права на местном, региональном и национальном уровнях, улучшить положение в сфере гендерного равенства, и пытаться устранить первопричины бедности. В 2013 году организация проводила работу в 87 странах, поддерживая 927 программ: по борьбе с бедностью, проекты по оказанию гуманитарной помощи, и т. д., и охватила более 97 млн человек.
Программы, проводимые под эгидой CARE International, охватывают широкий круг вопросов, включая реагирование на чрезвычайные ситуации, обеспечение продовольственной безопасности, водоснабжения и санитарии, экономическое развитие, изменение климата, развитие сельского хозяйства, образования и здравоохранения, изменение политики и прав бедных людей. В каждой из этих областей уделяется особое внимание расширению возможностей и удовлетворению потребностей женщин и девочек и на поощрение гендерного равенства.
CARE International является объединением четырнадцати национальных членов CARE (в Австралии, Канаде, Дании, Германии — Люксембурге, Франции, Индии, Японии, Нидерландах, Норвегии, Австрии, Таиланде, Великобритании, США) и одного участника-партнёра (CARE Перу), каждый из которых зарегистрирован в качестве автономной некоммерческой неправительственной организации в своей стране.

## История
CARE был официально основан 27 ноября 1945 года как кооператив для американских денежных переводов в Европу и первоначально задумывался как временная организация. Вторая мировая война закончилась в августе того же года, и после давления со стороны общественности, Сената и Конгресса, президент Гарри Трумэн согласился дать частным организациям возможность обеспечить голодающих из-за войны. CARE изначально объединил 22 американские благотворительные организации: гражданские, религиозные, кооперативные и трудовые, с целью доставки продовольственной помощи Европе после Второй мировой войны.
Продовольственная помощь CARE приняла форму медицинского набора, которые были сначала доставлены конкретным лицам: американцы платили 10 $, чтобы послать набор любимым людям в Европе, часто членам семьи. Президент Трумэн купил первый «пакет»: CARE гарантировал доставку в течение четырёх месяцев для живших в Европе, и возвращали подписанный отчёт о доставке отправителю. Поскольку европейские почтовые услуги были ненадежны в то время, эти подписанные квитанции были иногда первым подтверждением того, что получатель пережил войну.
Первые медицинские наборы были на самом деле лишними пайками армии США «Десять в одном» (разовая порция на 10 человек). В начале 1946 года CARE приобрели 2 800 000 этих пайков, первоначально предназначенных для вторжения в Японию, и начали рекламировать их в Америке. 11 мая 1946 года, через шесть месяцев после регистрации организации, первые медицинские наборы были доставлены в Гавр, Франция. Эти пакеты содержится продукты, такие как мясные консервы, сухое молоко, сухофрукты, и жиры, вместе с несколькими предметами комфорта, такими как шоколад, кофе и сигареты (Несколько членов Совета директоров CARE пожелали удалить сигареты, но это было сочтено нецелесообразным, так как требовалось открыть и после вновь запечатать 2,8 млн коробок). 1946 год также отмечен первым расширением CARE из США с созданием офиса в Канаде.
К началу 1947 года поставка пайков «Десять в одном» были исчерпаны, и CARE начал собирать свои собственные пакеты. Эти новые пакеты были разработаны с помощью диетолога, они не включали в себя сигареты и были специально разработаны с учётом различной специфики: например, были разработаны кошерные пакеты, в пайки для Англии был включен чай, а не кофе, а в пайки для Италии включены макароны. К 1949 году CARE готовило более дюжины различных пакетов.
Хотя организация первоначально намеревались доставлять пакеты только явно указанным лицам, в течение года CARE начали передавать пакеты без имени, например, «учителю» или просто «голодному человеку в Европе». Эти пожертвования продолжались, и в начале 1948 года в Совете CARE проголосовали за официальный переход к пожертвованиям неуказанным лицам. Некоторые основатели и члены организации не согласились с этим изменением, утверждая, что более общие пожертвования и гуманитарная помощь будут дублировать деятельность других учреждений, но жертвователи отреагировали положительно, взносы увеличились, и это решение означало сдвиг к более широким полномочиям и профилю деятельности.
Между первыми поставками в 1946 году и последними европейскими поставками 1956 года, миллионы наборов были распространены по всей Европе, более 50 % из них в Германию, в том числе многие доставлены в рамках воздушных перевозок в Берлин в ответ на советскую блокаду Берлина 1948 года.
Сельскохозяйственный закон США от 1949 года позволил отправлять избыточную сельскохозяйственную продукцию за границу в качестве помощи или непосредственно правительством США или НПО, включая CARE. В 1954 году Закон 480, также известный как «Еда для мира», позволил CARE значительно расширить свои программы по предоставлению питания и операций по оказанию помощи.

## Представительства
- Штаб-квартира: Chemin de Balexert 7-9, 1219 Chatelaine, Женева, Швейцария.
- Представительство в Организации Объединенных Наций: Первая Авеню, 777, Нью-Йорк, США.
- Представительство в Европейских институтах: Rue du Trône 12, B-1000, Брюссель, Бельгия[11].